# Harry Judd
Harry Mark Christopher Judd (født 23. december 1985) er trommeslager i det britiske pop/rock-band McFly. Hans kælenavn er Juddy Harold. Han lærte sig selv at spille på trommer, og er siden blevet medlem af gruppen McFLY, hvor han her modtog tromme undervisning, for at finpudse sine færdigheder. Derudover kan han spille Trompet. 
Harry Judd er født i Chelmsford, i Essex, England. På venstre håndled har han en tatovering med skriften "A Tattoo", samt en tatovering på foden hvor der står 'bear' (sætter man det sammen bliver det på engelsk så til 'bear foot'), og på benet har han en tatovering af en stjerne, som alle fra McFly har.
Judd er den yngste af tre børn, han har en bror der hedder Thomas og en søster der hedder Katherine. Han elsker at spille cricket.
Han har været med i "Crashed The Wedding"-videoen af bandet Busted, hvor han spiller trommer. Derudover har han spillet sig selv i Hollywoodfilmen Just My Luck fra 2006, hvor han på settet mødte Lindsay Lohan, som spiller hovedrollen i filmen, og derefter tilbragte én nat sammen.